# St. Mary Redcliffe
St. Mary Redcliffe è una chiesa anglicana in stile gotico, situata a Bristol nel quartiere di Redcliff, a 10-15 minuti a piedi dal centro della città, immersa in un parco verde e visibile anche da lontano.
Si tratta di una struttura maestosa, la cui costruzione è iniziata nel XII secolo, ma è stata ristrutturata e modificata nei secoli successivi. 
Le vetrate sono state aggiunte in età vittoriana e sono una delle attrazioni principali della chiesa.
L'organo è di per sé un'opera d'arte, è stato recentemente ristrutturato, e nella chiesa vengono eseguiti regolarmente dei concerti data l'ottima acustica.

## Storia

Navata centrale di St. Mary Redcliffe

St Mary Redcliffe è una chiesa parrocchiale anglicana situata a Redcliffe, distretto di Bristol, Inghilterra. La chiesa è a pochi passi dalla Stazione di Bristol Temple Meads. L'edificio della chiesa fu costruito tra il XII al XV secolo ed è un luogo di culto cristiano da oltre 900 anni. La chiesa è rinomata per la bellezza della sua architettura gotica ed è classificata come edificio storico della Historic England.
L’edificio è stato notoriamente descritto dalla regina Elisabetta I come "la chiesa parrocchiale più bella, e famosa d'Inghilterra". Poco rimane delle prime chiese del sito, anche se una parte della sua struttura è stata datata al XII secolo.
Gran parte dell'attuale edificio risale alla fine del XIII e XIV secolo, quando fu costruito e decorato da ricchi mercanti della città le cui tombe e monumenti decorano la chiesa.
La guglia cadde dopo essere stata colpita da un fulmine nel 1446 e non fu ricostruita fino al 1872. Poco rimane delle vetrate originali a seguito dei danni causati dalla guerra civile inglese. Numerosi nuovi vetri furono aggiunti durante l’era vittoriana.
La torre contiene 14 campane progettate per lo stile inglese a cerchio completo. Altra musica nella chiesa è fornita da diversi cori e dall’organo Harrison & Harrison.
La prima chiesa in questo sito fu costruita in epoca sassone, coeva del porto di Bristol.
Durante il Medioevo, St Mary Redcliffe, posta su una scogliera rossa sopra il fiume Avon, era un segno per i marittimi, che vi pregavano alla partenza e vi rendevano grazie al loro ritorno. La chiesa fu costruita e abbellita dai ricchi mercanti di Bristol, che pagavano per far cantare messe per le loro anime.

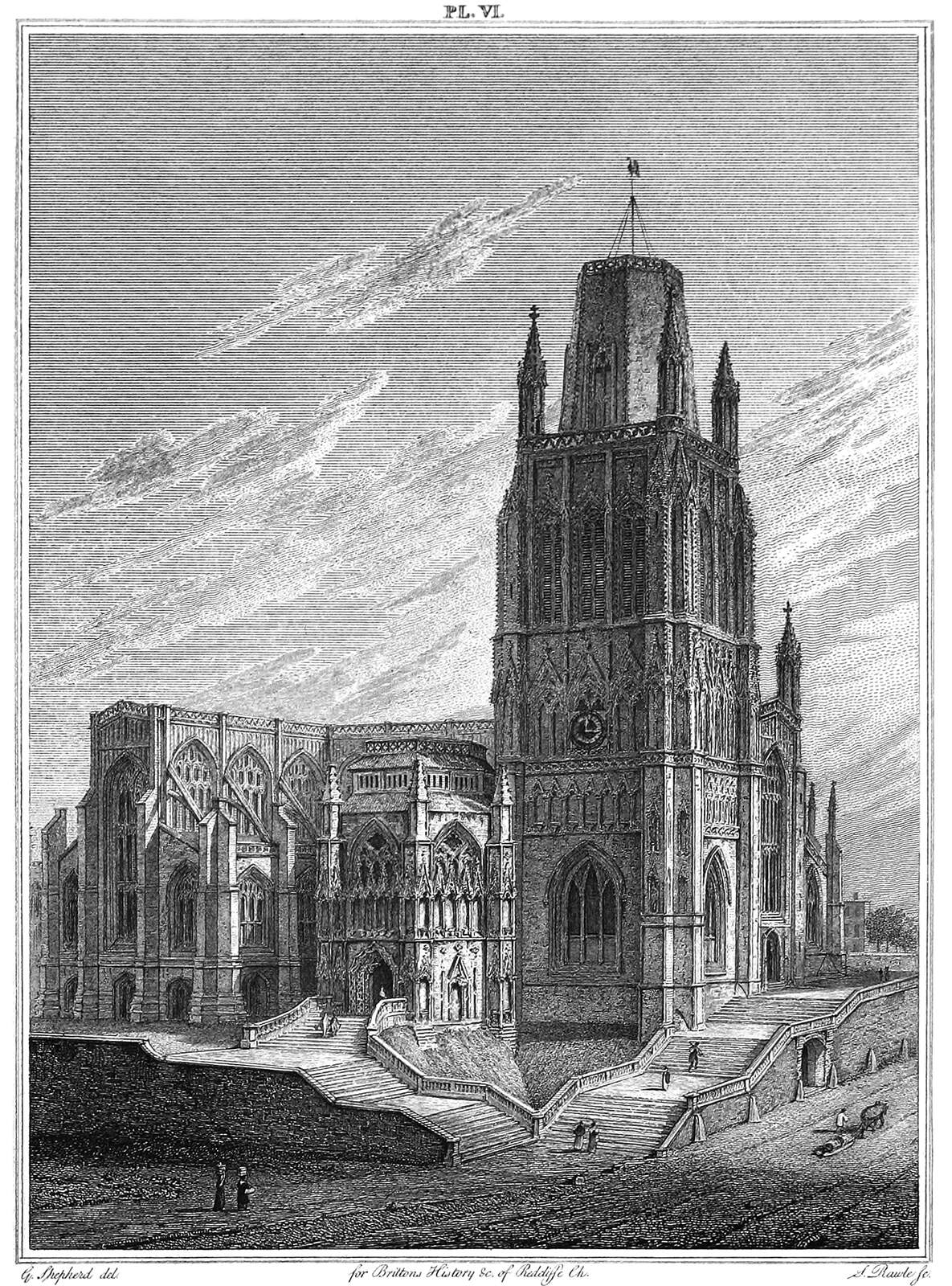
Un'incisione di St Mary Redcliffe vista da nord-ovest c. 1850.

Parti della chiesa risalgono all'inizio del XII secolo. Sebbene la sua pianta risalga a un periodo precedente, gran parte della chiesa, così com'è ora, venne costruita tra il 1292 e il 1370, con la navata meridionale e il transetto nel gotico decorato del XIII secolo e la maggior parte dell'edificio alla fine del XIV secolo.
Nel XV secolo il nipote di Canynges, il grande mercante William II Canynges, per cinque volte sindaco e tre volte deputato, si assunse la responsabilità di portare a termine i lavori degli interni e riempire le finestre con vetrate. Nel 1446 gran parte di quest'opera fu danneggiata quando la guglia fu colpita da un fulmine, e cadde, provocando danni all'interno; tuttavia l'angolo di caduta della muratura e l'entità del danno non fu irreparabile. Sebbene la guglia rimase danneggiata per i successivi 400 anni, Canynges continuò nel suo impegno per restaurare e abbellire la chiesa. Prese poi gli ordini religiosi dopo la morte di sua moglie ed è sepolto nella chiesa. Altre famiglie associate a St Mary Redcliffe includono Penn, Cabot, Jay, Ameryk e i Mede.
Nel 1571, venne realizzata la scuola che doveva diventare St Mary Redcliffe e Temple School sfruttando una cappella nel sagrato. La chiesa e la scuola sono rimaste strettamente collegate in molti aspetti delle loro storia.

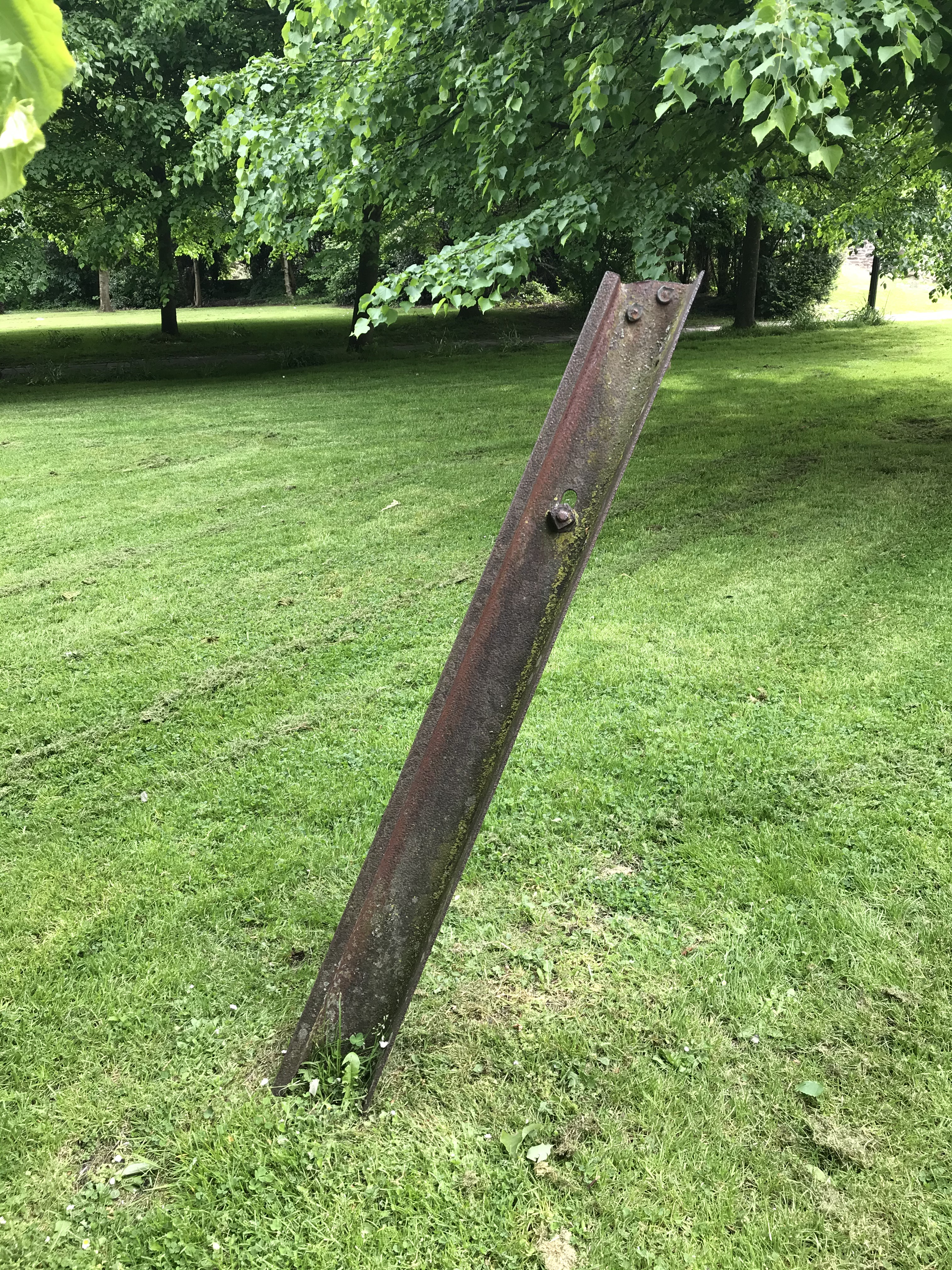
La linea tranviaria è rimasta incastrata nel cimitero, dove era stata lanciata dall'esplosione di una bomba durante la seconda guerra mondiale.

Il XVII secolo vide la perdita di molti degli arredi della chiesa e gran parte delle vetrate durante la riforma e la guerra civile inglese.
Durante il regno della regina Anna, parzialmente finanziato da lei, l'interno di St. Mary Redcliffe venne ristrutturato in stile barocco.
Thomas Chatterton, il cui padre era sacrestano di St Mary Redcliffe, nacque nella casa accanto alla chiesa nel 1752. Studiò i registri della chiesa in una stanza sopra il portico sud, e scrisse diverse opere che tentò di far passare come autentici documenti medievali. Si suicidò a Londra all'età di diciassette anni. Nel 1795 la chiesa vide i matrimoni di Samuel Taylor Coleridge con Sara Fricker e Robert Southey con la sorella di Sara, Elisabetta.
La parte superiore della guglia, scomparsa da quando fu colpita da un fulmine nel 1446, venne ricostruita nel 1872 ad un'altezza di 89 metri. I fondi per la ricostruzione della guglia vennero raccolti dalla Canynges Society, Friends of St Mary Redcliffe, costituita nel 1843, raccogliendo la maggior parte delle 40.000 sterline necessarie alla ricostruzione. La pietra di copertura da 1 tonnellata venne posata dal sindaco, William Procter Baker, in cima all'impalcatura. A causa dell'effetto dell'inquinamento ambientale su Dundry Stone, negli anni 1930 furono necessarie ulteriori riparazioni alla guglia e altri lavori in pietra. All'interno della guglia è montata un'antenna per telecomunicazioni mobili.
Durante un bombardamento tedesco, nella seconda guerra mondiale, esplose una bomba in una strada vicina, lanciando un rotaia della tramvia sopra le case e nel sagrato della chiesa di St Mary Redcliffe, dove rimase incastrata nel terreno. Il frammento è stato lasciato come monumento. Una targa commemorativa recita: "Il venerdì santo, l'11 aprile, questa linea tranviaria è stata lanciata sulle case adiacenti da una bomba ad alto esplosivo caduta su Redcliffe Hill. Serve a ricordare quanto la chiesa sia sfuggita alla distruzione nella guerra 1939-45".
Durante la pandemia di COVID-19, nel 2020, la chiesa ha aumentato il numero dei suoi servizi in streaming online, ospitando i primi completamente online a Pasqua sul suo sito web e sulla propria pagina Facebook. Il 29 agosto 2020 St Mary Redcliffe, per la prima volta, ha trasmesso un matrimonio online (di Sophia James e Mykhailo Melnykov) che è stato visto negli Stati Uniti, in Europa e in Australia.

## Monumenti e memoriali
La chiesa è adornata con monumenti relativi a personaggi della storia della città, tra cui William Penn (il padre di William Penn, fondatore della Pennsylvania). Il timone della sua nave e mezza armatura sono appesi al muro, insieme agli striscioni stracciati delle navi olandesi che catturò in battaglia. Nella chiesa è in mostra anche una costola di balena riportata da uno dei viaggi di Giovanni Caboto.
I monumenti di William II Canynges (c. 1399-1474) e suo nonno William I Canynges hanno entrambi delle effigi, così come quelli di Robert de Berkeley e di Philip Mede (1415-1475 circa), relativi al ruolo di Membro del Parlamento e Sindaco di Bristol. Nella chiesa esistono anche numerosi monumenti murali. Tra gli ottoni monumentali uno è di Richard Mede (morto intorno al 1488), figlio di Philip Mede.

## Vetrate

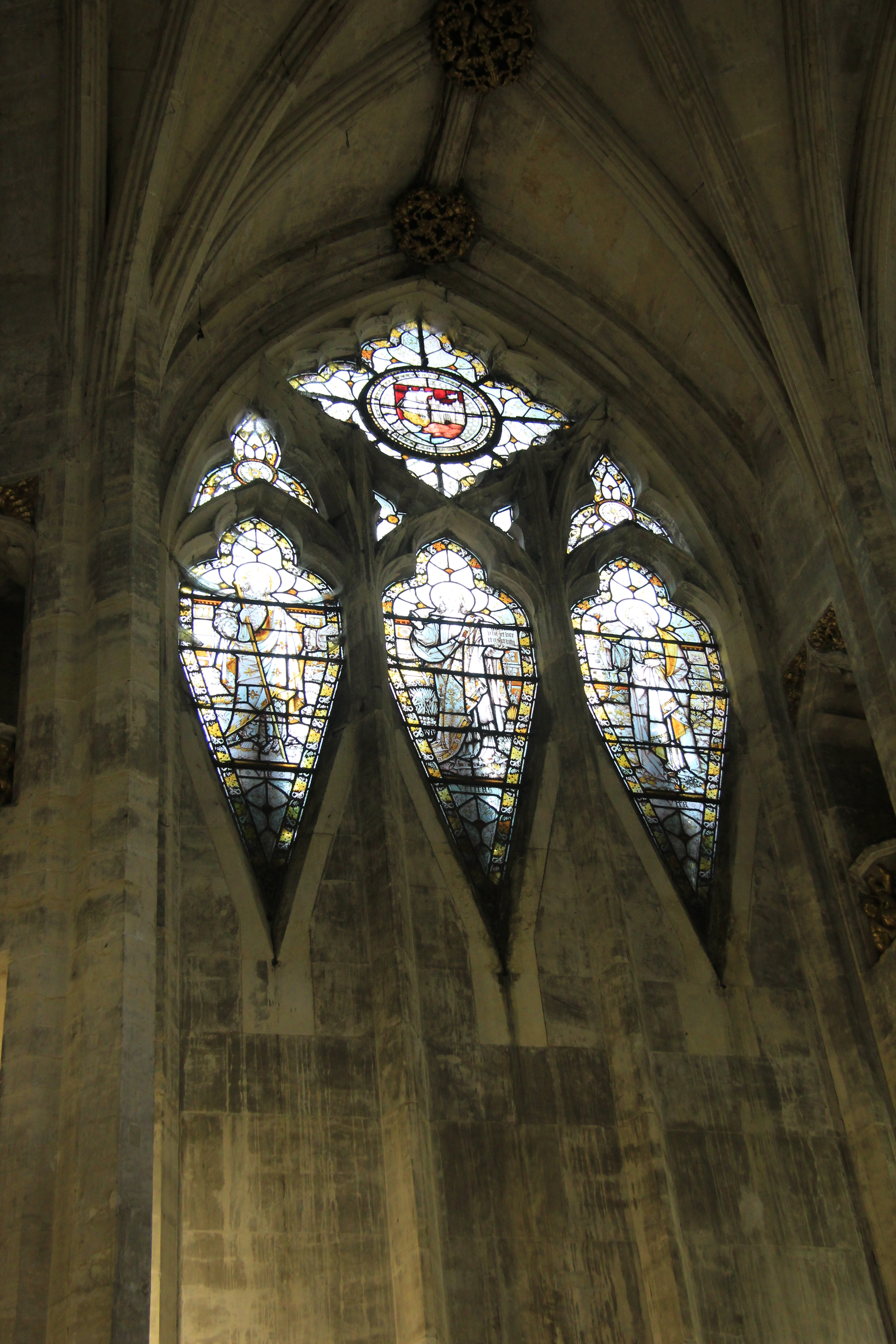
Vetrate vittoriane

Rimane poco delle prime vetrate. Nella finestra ovest della Cappella di San Giovanni, ad esempio, il vetro medievale sopravvisse a malapena alla distruzione (che si dice sia stata causata da Oliver Cromwell). La maggior parte delle porzioni più alte è rimasta intatta, ma altre sono state gravemente danneggiate. In alcuni casi le finestre erano impossibili da riparare e alla fine è stato introdotto un vetro trasparente per sostituire le scene mancanti. Durante il periodo vittoriano le vetrate colorate vennero ricreate secondo la tecnica di quel periodo.
William Wailes realizzò un progetto per la finestra est a sette luci a seguito di un concorso lanciato nel 1846; tuttavia, i ritardi nella raccolta del denaro dilazionarono nel tempo la sua installazione. La controversia sul design fece sì che fosse sostituito con l'attuale rappresentazione della Crocifissione di Clayton and Bell nel 1904. Anche il disegno dell'albero nella finestra del transetto sud venne realizzato da Wailes e installato nel 1854. Nel transetto nord si trova una finestra commemorativa di Samuel Lucas, morto nel 1853, progettata e installata dalla St Helens Crown Glass Company che in seguito divenne Pilkington. Un altro disegno di Wailes, raffigurante l'Offerta dei Re Magi, venne installato nella Lady Chapel, accanto a quello progettato da Arthur O'Connor. Le finestre nelle navate del coro sono di Clayton e Bell che progettarono anche il memoriale a Edward Colston che si trova nella parete nord del transetto nord. La finestra ovest fu oscurata dall'organo fino al 1860 quando fu spostata per far posto a una rappresentazione dell'Annunciazione progettata da John Hardman Powell, di Hardman & Co., e finanziata da Sholto Hare.
I tentativi di ottenere una certa conformità con il lavoro installato e i progetti successivi portarono a ulteriori commissioni per Clayton e Bell e Hardman & Co. generalmente come memoriali ai ricchi dignitari locali che avevano contribuito al restauro della chiesa.

## Il trittico di Hogarth
Una grande pala d'altare a trittico di William Hogarth, fu commissionata nel 1756 per riempire l'estremità orientale del presbiterio. Gli amministratori della chiesa pagarono £ 525 per i suoi dipinti delle tre scene raffigurate; l'ascensione con Maria Maddalena, su una tela centrale che è di 6,7 metri x 5,8, affiancata da una tumulazione di Gesù e dalle Tre Marie presso la tomba, ciascuna delle quali misura 4,22 metri x 3,7. Sono montate su cornici dorate realizzate da Thomas Paty. L’opera venne rimossa dalla chiesa dai liturgisti in età vittoriana, prima di essere esposta al Bristol Museum & Art Gallery; ora è esposta nella chiesa di St Nicholas a Bristol.

## Le campane della chiesa

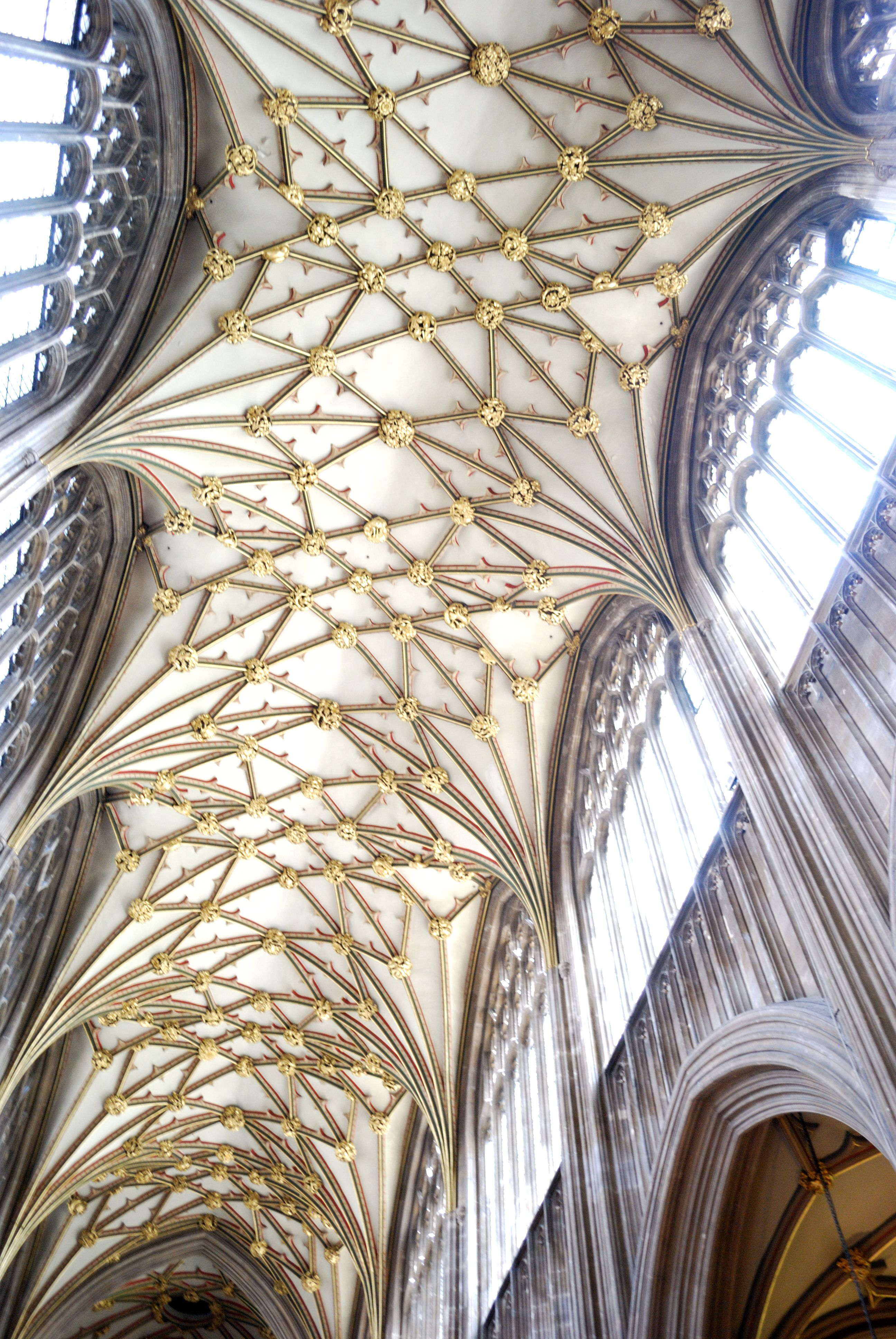
La decorazione del soffitto a St Mary Redcliffe

La torre contiene un totale di 15 campane, una risalente al 1622 fusa da Purdue e due fuse da Thomas I Bilbie della famiglia Bilbie a partire dalla Chew Stoke nel 1763. Il resto venne realizzato da John Taylor & Co in varie date, 1903 (9 campane), 1951 (1 campana), 1969 (1 campana) e 2012 (1 campana). La campana Bilbie più grande (10a) insieme alla campana Purdue del 1622 (11a) sono incluse nell'anello da 50 cwt di 12 campane.
Le campane sono appese a un telaio ad H in ghisa e acciaio di John Taylor & Co risalente alla profonda revisione del 1903. Quando sono state aggiunte altre campane, sono state apportate alcune piccole modifiche. La campana tenore da 50 cwt è quella più grande del lotto. Si tratta della settima campana più grande al mondo, superata solo da quelle della cattedrale anglicana di Liverpool 11th (55 cwt), Cattedrale di Wells (56 cwt), del York Minster (59 cwt), della Cattedrale di St Paul, a Londra (61 cwt), della cattedrale di Exeter (72 cwt) e della cattedrale di Liverpool (82 cwt).
Una nuova ottava campana è stata fusa da John Taylor & Co nel 2012 per il Queen's Diamond Jubilee, in sostituzione della campana Bilbie del 1768, (una campana non oscillante con un martello interno adattato per l'uso come campana di servizio).
Il gruppo di 12 campane è aumentato con l'aggiunta di due campane aggiuntive, intonate ad una distanza di semitono. La campana acuta fusa da John Taylor & Co nel 1969 è la campana più piccola della torre, mentre l’altra è una "sesta piatta" fusa da John Taylor & Co nel 1951 e consente di suonare in differenti scale diatoniche. Tutte le campane sono state accordate; quella tenore è stata accordata nel 1903 e suona la nota Si (492 Hz). La St Mary Redcliffe Guild of Change Ringers è stata fusa nel 1948.
L'orologio suona il "Cambridge Chimes", comunemente noto come "campanelli di Westminster", ogni quarto d'ora tutti i giorni dalle 7:00 alle 23:00. I campanelli sono disabilitati al di fuori di questi orari. Se le campane sono in posizione “on“, anche i rintocchi vengono disabilitati (normalmente durante il giorno la domenica). L'orologio è stato completamente convertito al funzionamento elettrico negli anni 1960. Ora è azionato da un motore sincrono Smith's of Derby. Il vecchio pendolo, lo scappamento a gravità, i pesi, ecc. sono stati rimossi quando l'orologio è stato automatizzato. Ciò che resta del movimento dell'orologio e del bariletto elettrificato è ospitato in un ampio recinto nella stanza degli squilli. Il quadrante dell'orologio è di circa 3 metri di diametro e si trova sul prospetto settentrionale.

## Organo

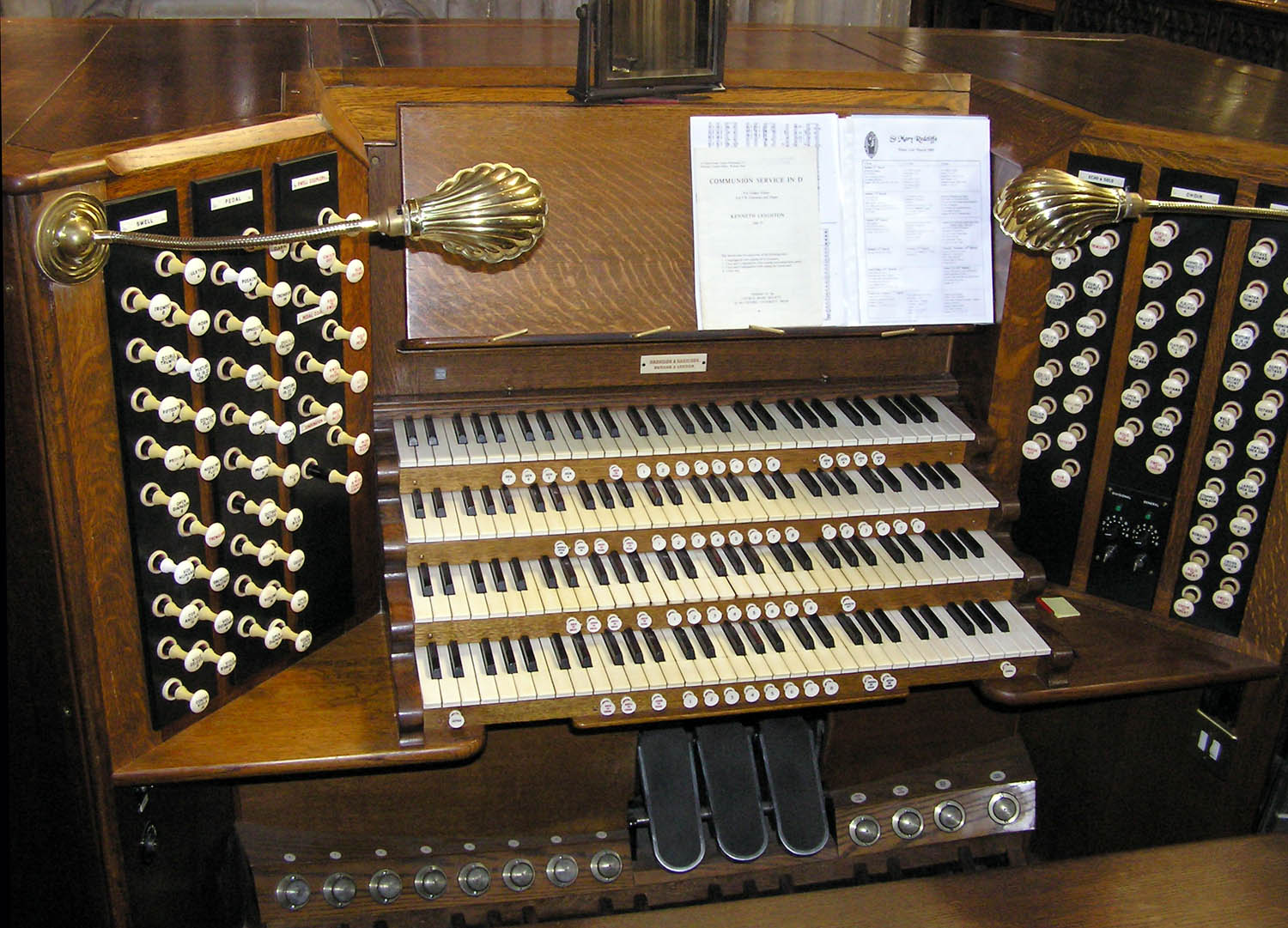
Console dell'organo a canne del 1911, restaurata nel 1990

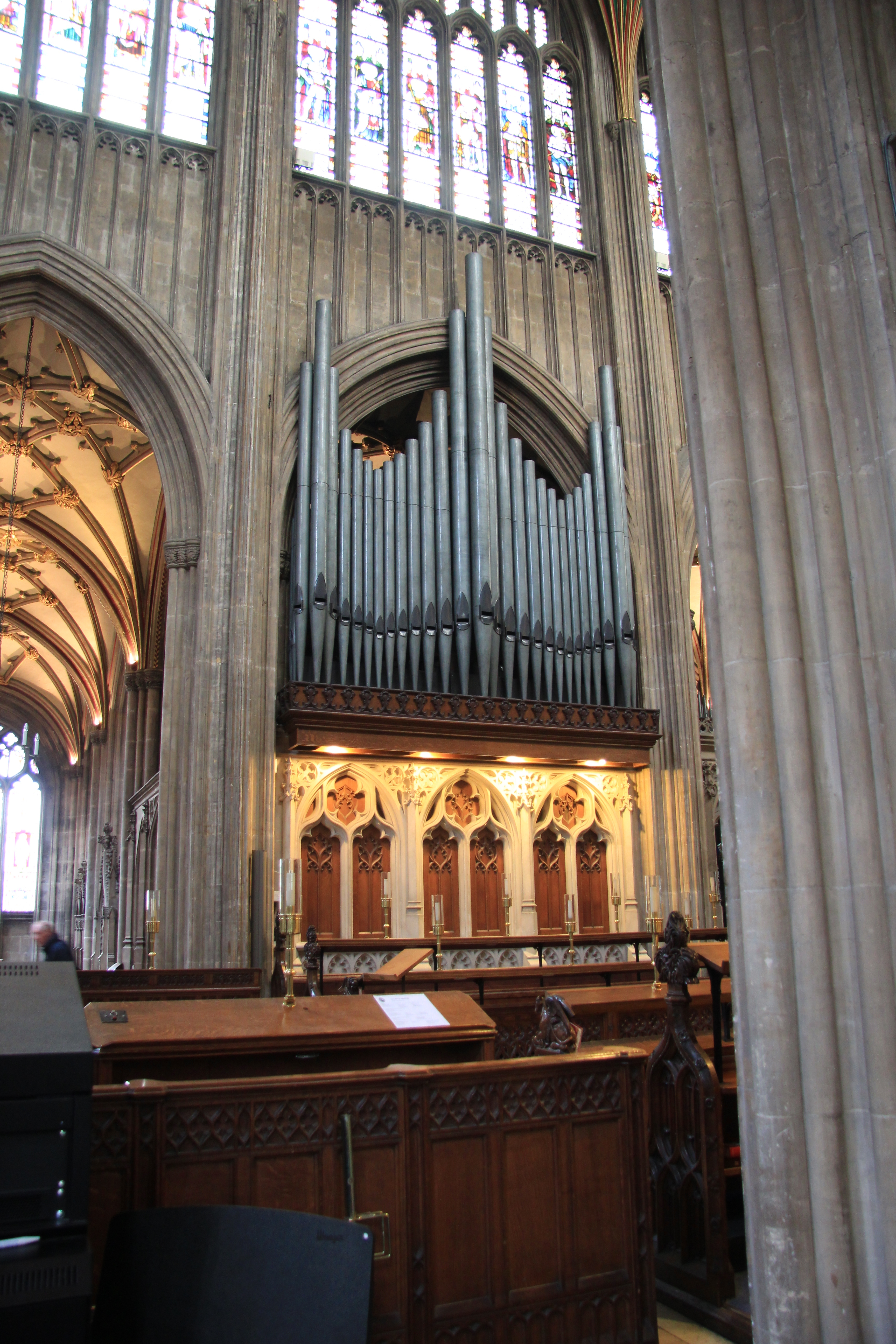
Le canne dell'organo

Il primo organo a canne nella chiesa, costruito da Harris e Byfield nel 1726, dotato di tre manuali e 26 registri. Fu ricostruito nel 1829 e di nuovo nel 1867 su entrambi i lati del presbiterio. Nel 1912 un organo a quattro manuali e 71 registri con oltre 4.300 canne è stato installato da Harrison & Harrison. Verso la fine della sua vita Arthur Harrison disse di considerare l'organo di St Mary Redcliffe come la sua "opera più bella e caratteristica". L'organo rimane essenzialmente come lo aveva progettato nel 1911.
Kaikhosru Sorabji definisce l'acustica della chiesa come : “ideale, con un periodo di riverbero di 3 secondi e mezzo", e osserva che l'organo ha "un suono lussuoso" e "una gamma di volume da praticamente impercettibile a diabolicamente forte". William McVicker, organista presso la Royal Festival Hall, ha definito l'organo "il migliore organo per musica romantica mai costruito".
Nel novembre 2010 c'è stata la prima esibizione all'organo dopo un rinnovo di 18 mesi da parte dei suoi costruttori originali Harrison & Harrison, per un costo di circa £ 800.000. L'organo era stato smontato e parte di esso portato via all'officina dei costruttori a Durham. Le canne sono state pulite e la pelle del mantice è stato rimpiazzata. I manuali erano inoltre dotati di un pannello elettronico per la memorizzazione delle combinazioni di impostazioni di arresto.